# گریف فرست
گریف فرست (انگلیسی: Griff Furst؛ زادهٔ ۱۷ سپتامبر ۱۹۸۱) بازیگر، کارگردان فیلم، فیلم‌نامه‌نویس، تدوین‌گر، تهیه‌کننده فیلم، تهیه‌کننده تلویزیونی، موسیقی‌دان و فیلم‌بردار اهل ایالات متحده آمریکا است.
از فیلم‌هایی که وی در آن نقش داشته‌است، می‌توان به نبردناو، دوستت دارم فیلیپ موریس، نابودگر: جنسیس، تمرکز، ۵۷ ثانیه و بیخود از خود اشاره کرد.